# STS-61
STS-61は、最初のハッブル宇宙望遠鏡サービスミッションであり、スペースシャトル・エンデバーの5度目の飛行である。1993年12月2日にフロリダ州のケネディ宇宙センターから打ち上げられた。このミッションは、新しいメインカメラと補正光学パッケージの設置により、球面収差によって損なわれた衛星搭載天文台の視界を回復した。1990年4月にSTS-31で打ち上げられてから3年半後にこの補正が行われ、またハッブル宇宙望遠鏡の機器の更新と新しい太陽電池アレイの設置が行われた。
非常に仕事量が多く、STS-61は、スペースシャトルの歴史上、最も複雑なミッションの1つとなった。約11日間続き、記録となる5度の宇宙遊泳が行われた。1992年5月のSTS-49でインテルサット IVの再配置が行われた時にも、宇宙遊泳は4度だった。フライトプラン上ではさらに2度の宇宙遊泳も可能であり、これが行われれば合計7度となりえたが、2度の緊急宇宙遊泳は行われなかった。疲労軽減のため、5度の宇宙遊泳は、2組の異なる宇宙飛行士により、交互に行われた。この飛行中、ミッションスペシャリストのジェフリー・ホフマンは、衛星中継の視聴者に向け、ハヌカーの祭日にドレイドルを回して見せた。

## 乗組員
- 船長 - リチャード・コヴィー （4度目）
- 操縦手 - ケネス・バウアーソックス （2度目）
- ミッションスペシャリスト1 - キャスリン・C・ソーントン （3度目）
- ミッションスペシャリスト2 - クロード・ニコリエ, ESA（3度目）
- ミッションスペシャリスト3 - ジェフリー・ホフマン（英語版） （2度目）
- ミッションスペシャリスト4 - ストーリー・マスグレーブ（英語版） （4度目）
- ミッションスペシャリスト5 - トーマス・エイカーズ（3度目）

### バックアップ
- ミッションスペシャリスト4 - グレゴリー・ハーボー（3度目）

### 宇宙遊泳
- 宇宙遊泳1 - マスグレイブとホフマン
  - 開始：1993年12月5日 03:44(UTC)
  - 終了：1993年12月5日 11:38(UTC)
  - 期間：7時間54分

- 宇宙遊泳2 - ソーントンとエイカーズ
  - 開始：1993年12月6日 03:29(UTC)
  - 終了：1993年12月6日 10:05(UTC)
  - 期間：6時間36分

- 宇宙遊泳3 - マスグレイブとホフマン
  - 開始：1993年12月7日 03:35(UTC)
  - 終了：1993年12月7日 10:22(UTC)
  - 期間：6時間47分

- 宇宙遊泳4 - ソーントンとエイカーズ
  - 開始：1993年12月8日 03:13(UTC)
  - 終了：1993年12月8日 10:03(UTC)
  - 期間：6時間50分

- 宇宙遊泳5 - マスグレイブとホフマン
  - 開始：1993年12月9日 03:30(UTC)
  - 終了：1993年12月9日 10:51(UTC)
  - 期間：7時間21分

## ミッションハイライト

### 打上げ

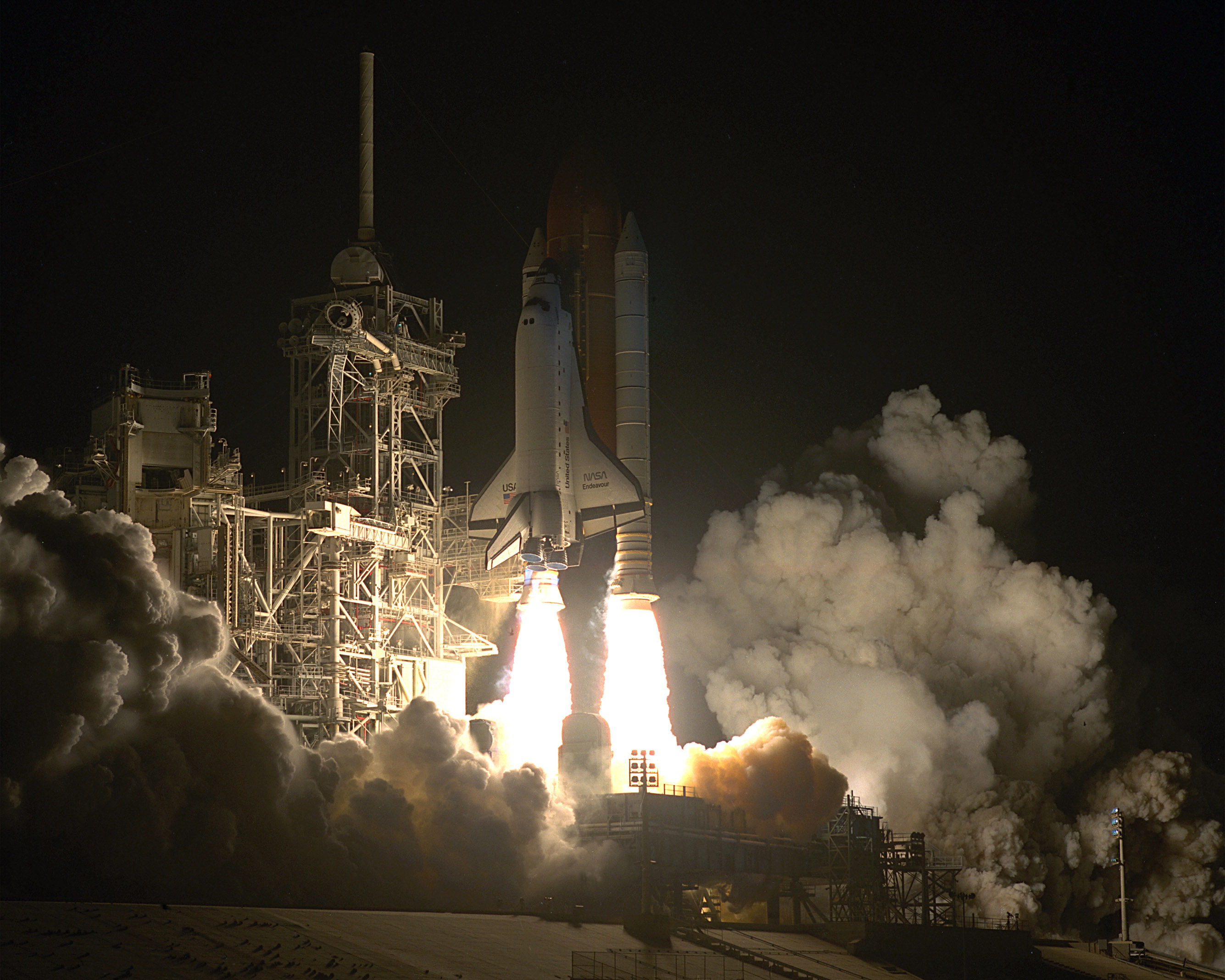
Launch of the first servicing mission.

10月30日の暴風の後、Payload Changeout Roomが汚染されたため、第39A発射施設から第39B発射施設に移された。汚染は、最近行われた第39A発射施設の改修の際の砂粒であると考えられ、内部のハッブル宇宙望遠鏡ペイロードパッケージは密閉されていたために影響はなかった。11月18日には、エレボン油圧アクチュエータのトランスデューサーの不具合に見舞われた。アクチュエータの交換には、メイン降着装置からのアクセスが必要なため、オービタ整備施設へのロールバックが必要であった。4つのデルタ-Pトランスデューサーのうち、打上げ実施基準には3つだけが必要なため、このトランスデューサーは取り外され、飛行中検査されなかった。乗組員は11月27日にケネディ宇宙センターのNASAシャトル着陸施設に到着し、28日15:20にペイロードベイのドアが閉じられた。最初の打上げの試みは12月1日だったが、天候の悪化のため、延期となった。延期の直前には、制限海域に長さ800フィートの船が進入していたことも中止の状況となった。その:ため、12月2日4:26から5:38の打上げ窓に24時間延期された。打上げ重量は250,314ポンド、ペイロード重量は17,662ポンドだった。打上げ後、宇宙飛行士は機体のチェックを行い、打上げから7時間半後に就寝した。

### 飛行2日目
一連の燃焼により、エンデバーは、95分当たり110kmの速度でハッブル宇宙望遠鏡に接近した。乗組員は、ペイロードの詳細な検査を行い、ロボットアームや宇宙服のチェックも行った。システムは全て正常に機能し、夕方のランデブーに備えて眠った。2日目の終わりには、エンデバーはハッブル宇宙望遠鏡から350kmの地点に達し、さらに近づきつつあった。

### 飛行3日目

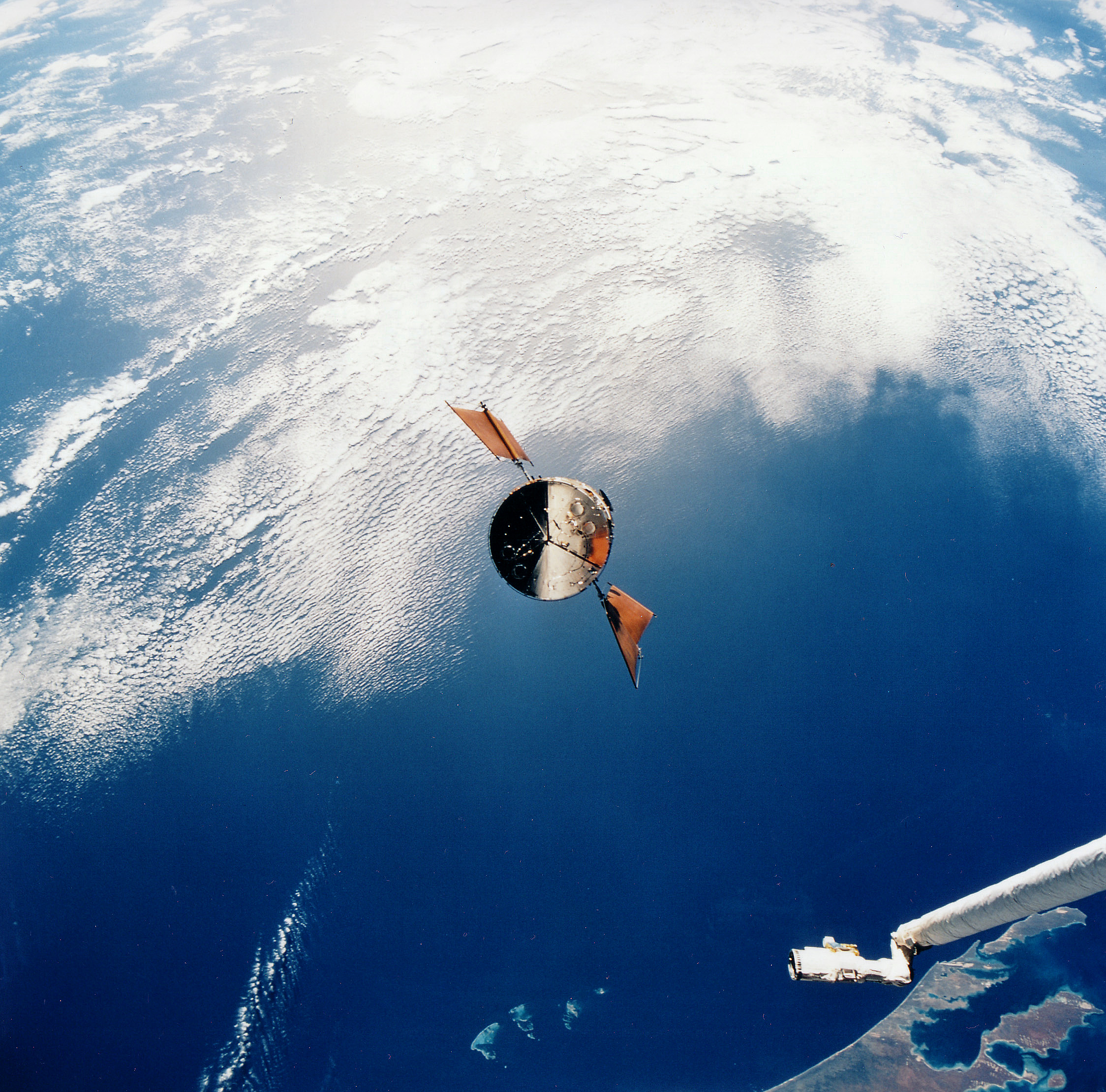
Approaching the telescope.

ジェフリー・ホフマンは双眼鏡でハッブル宇宙望遠鏡を確認し、右手側の太陽電池アレイが90°傾いていたと記した。欧州宇宙機関が提供したこの長さ12mの太陽電池アレイは、地球の陰に入って冷えたり陰から出て温まったりする影響で1日に16回ふらつき、正確な位置取りができなくなるため、2度目の宇宙遊泳で交換するように計画されていた。
20:34(CST)に次の姿勢制御システムが点火するまで、接近速度は一定であった。この高度調整燃焼により、速度は1.4m/s速くなり、軌道は上昇し、ハッブル宇宙望遠鏡の64 km後方にくるように調整された。次の燃焼で、スペースシャトル軌道制御システムが点火し、速度は3.8m/s速くなった。接近速度は、1周ごと約30kmに調整され、2周後には15kmまで近づいた。21:58(CST)に3度目の燃焼が行われ、地上航跡の微調整が行われた。最後の姿勢制御システムの点火により、エンデバーはハッブル宇宙望遠鏡を受け止める軌跡に投入され、12:35から船長リチャード・コヴィーによる手動操縦でランデブーの最終段階の調整が行われた。コベイは、エンデバーをハッブル宇宙望遠鏡から9.1 mまで近づけ、その後、ミッションスペシャリストのクロード・ニコリエがエンデバーのロボットアームを用いて、オーストラリアから数100km東方の南太平洋上空で、3:48(EST)にハッブル宇宙望遠鏡を掴んだ。4:26(EST)に、ニコリエは望遠鏡をシャトルのカーゴベイに係留した。23:52(EST)から予定された1度目の宇宙遊泳に向け、全てが計画通りに進んだ。捕獲後、長さ15mのロボットアームに取り付けたカメラを用いて、さらに目視の点検が行われた。
この日の朝早く、ゴダード宇宙飛行センターの宇宙望遠鏡運用コントロールセンターの管制員は、ハッブル宇宙望遠鏡の2つの高利得アンテナを収容するコマンドをアップリンクした。両方のアンテナは適切に収容されたと表示されたが、一方のアンテナの2つのラッチともう一方のアンテナの1つのラッチ上のマイクロスイッチは「施錠可能」の信号を地上に送らなかった。アンテナが安定して収まっていたため、管制員は、ラッチを閉めないことを決断をした。この状況は、望遠鏡とのランデブー、把持、サービスの計画に影響を与えないと考えられた。

### 飛行4日目(宇宙遊泳1)
ストーリー・マスグレイブとジェフリー・ホフマンは、22:46(EST)にカーゴベイに入り、計画より約1時間早く最初の宇宙遊泳を開始した。ホフマンはロボットアームの先端に足拘束具を設置し、足を固定した。ニコリエはシャトル内でロボットアームを操作し、ホフマンを望遠鏡の周りに異動させた。その間、マスグレイブは、望遠鏡の後方の低利得アンテナに保護カバーをかぶせた。その後、2人は、ハッブル宇宙望遠鏡のエクイップメントベイドアを開け、内部にもう1つの足拘束具を設置した。マスグレイブに支援されたホフマンは、足を固定して2組の速度センサユニットを交換した。これらのユニットにはジャイロスコープが内蔵されており、望遠鏡が正しい方向を維持するのを助けている。12:24(EST)までに、ホフマンは2つのユニットの交換を完了した。2人はその後、約50分かけて2度目の宇宙遊泳の準備を行い、また速度センサユニットを制御する1対の電子制御ユニットを交換した。また彼らは、望遠鏡の電子回路を保護する8つのヒューズプラグも交換した。
2つの新しいジャイロを設置した後で4つのうち2つのジャイロドアのボルトが締められず、2人はジャイロドアのラッチに苦しめられた。状況を評価した専門家は、ドアが開いた時に、温度変化によりボルトが伸縮し、再び締められなくなる可能性があると推測した。
ペイロードベイ内の宇宙飛行士や地上職員の支援も得て、ドアの上部と下部で同時に行われた2度の宇宙遊泳により、最終的に4つ全てのボルトが締められ、ラッチが閉じられた。マスグレイブは、自身をドアの下部に固定し、ドアに対して力を及ぼせるようになった。ロボットアームに固定されたホフマンは、ドアの上部で作業を行った。2人は上部と下部のラッチを同時に閉じることに成功した。
また、宇宙遊泳により、2度目の宇宙遊泳で2つの太陽電池アレイの交換を行うトーマス・エイカーズとキャスリン・C・ソーントンのため、ペイロードベイのセットアップが行われた。この宇宙遊泳で、マスグレイブとホフマンには、カーゴベイ前方にある太陽電池アレイの運搬装置の準備と足拘束具の設置が期待されていた。
マスグレイブとホフマンの宇宙遊泳は、当時のアメリカ航空宇宙局の歴史上2番目に長い7時間50分続いた。最も長い宇宙遊泳は、1992年5月にエンデバーの処女飛行であるSTS-49でリチャード・ヒーブ、ピア・ツート、トーマス・エイカーズが行ったものである。これ以降は、いくつかの宇宙遊泳でこの記録を更新している。
端からパネル1枚半分にも及ぶアレイのねじれにもかかわらず、ハッブル宇宙望遠鏡のプログラムマネージャーによるレビューの後、管制員は飛行前に立てた計画を継続し、最初の宇宙遊泳で太陽電池アレイを巻いて格納することを試みることを決定した。
太陽電池アレイの格納は、1段階目で太陽電池アレイを巻き、2段階目でそれを望遠鏡に向けて折り畳むという順序で行われた。それぞれのアレイは、長さ12m幅2.5mの太陽電池パネルの翼を支える4本脚のマストに立っている。彼らは、望遠鏡に4.5kWの電力を供給した。

### 飛行5日目(宇宙遊泳2)

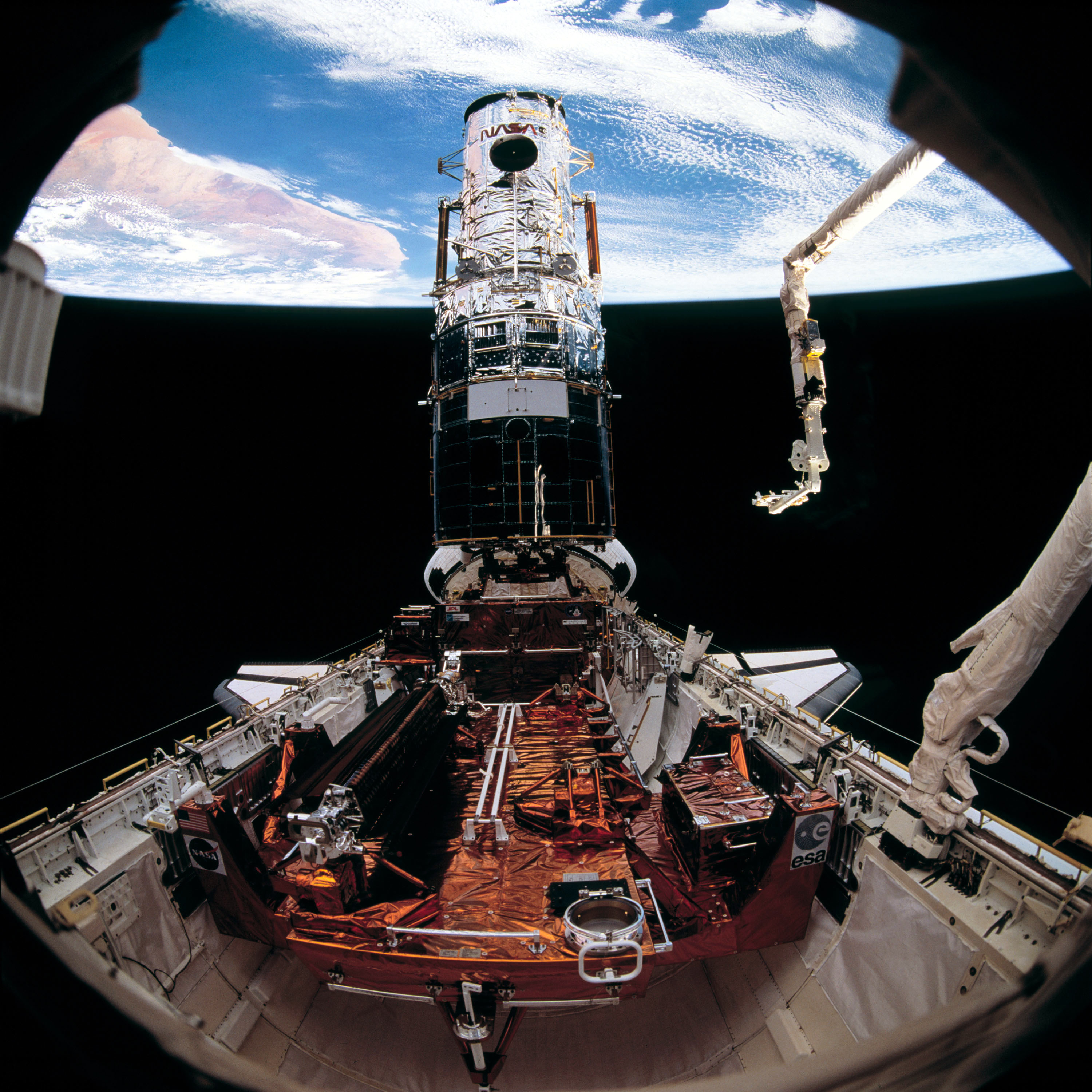
Hubble with new solar arrays installed. The remaining original array is on the SAC in the foreground.

飛行5日目は、日曜日の夜、10:35(EST)から開始した。エイカーズとソーントンは、計画された2度目の宇宙遊泳でハッブル宇宙望遠鏡の太陽電池アレイを交換した。宇宙遊泳の開始時点で、ソーントンの宇宙服内の気圧は、通常の28-41kPaを大きく下回る1.4kPaであった。これは恐らく宇宙服の配管に氷が詰まりすぐに溶けたためと考えられ、ソーントンは宇宙服を脱いだ。ソーントンの宇宙服には、さらにトラブルが続き、途中で通信の受信機が故障し、エイカーズとは会話できるが、管制員とは会話できない状況となった。彼らは、予備チャンネルに切り替えるのではなく、全てのコマンドをエイカーズを介して中継する方法を取ることを決定した。予備チャンネルは宇宙服の生医学情報の遠隔測定に利用されており、管制員による生医学情報の遠隔測定が制限される恐れがあったためである。
エイカーズは、宇宙遊泳を開始し、ソーントンのためにロボットアーム上に足拘束具を設置し、太陽電池アレイ上の3つの電子コネクタとクランプを外した。クランプを外すのに若干手間取ったが、23:17(EST)には作業が終わった。外した後に漂流しないように、ソーントンはアレイを押さえていた。アレイの重さは160kgで、折り畳まれると長さは5mになる。2人は、23:0(EST)にサハラ砂漠(電子機器の影響を最小限にするため、夜間に通過した)上空で損傷したアレイを外し、ソーントンは翌日の昼になるまで、約12分間、それを保持し、23:52(EST)にソマリア上空で投棄した。昼間に投棄することにより、宇宙飛行士や管制員はその位置と相対速度を正確に追跡することができた。ソーントンは速度0で投棄し、その後、エンデバーは小さく燃焼して、アレイとの距離を取った。
エンデバーは、1.5m/sの速度でアレイから遠ざかり、
18-19kmの距離を取った。その後、2人は新しいアレイを設置する作業を1:40(EST)頃に完了し、望遠鏡を180°回転させた。その後、2つ目のアレイが交換され、欧州宇宙機関に持ち帰るために積み込まれた。6.5時間の宇宙遊泳の後、宇宙望遠鏡運用コントロールセンターにより6つのジャイロのうち4つの機能試験が行われた。望遠鏡の向きの関係で2つは試験を行うことができず、月曜日昼の乗組員の就寝中に試験が行われた。

### 飛行6日目(宇宙遊泳3)

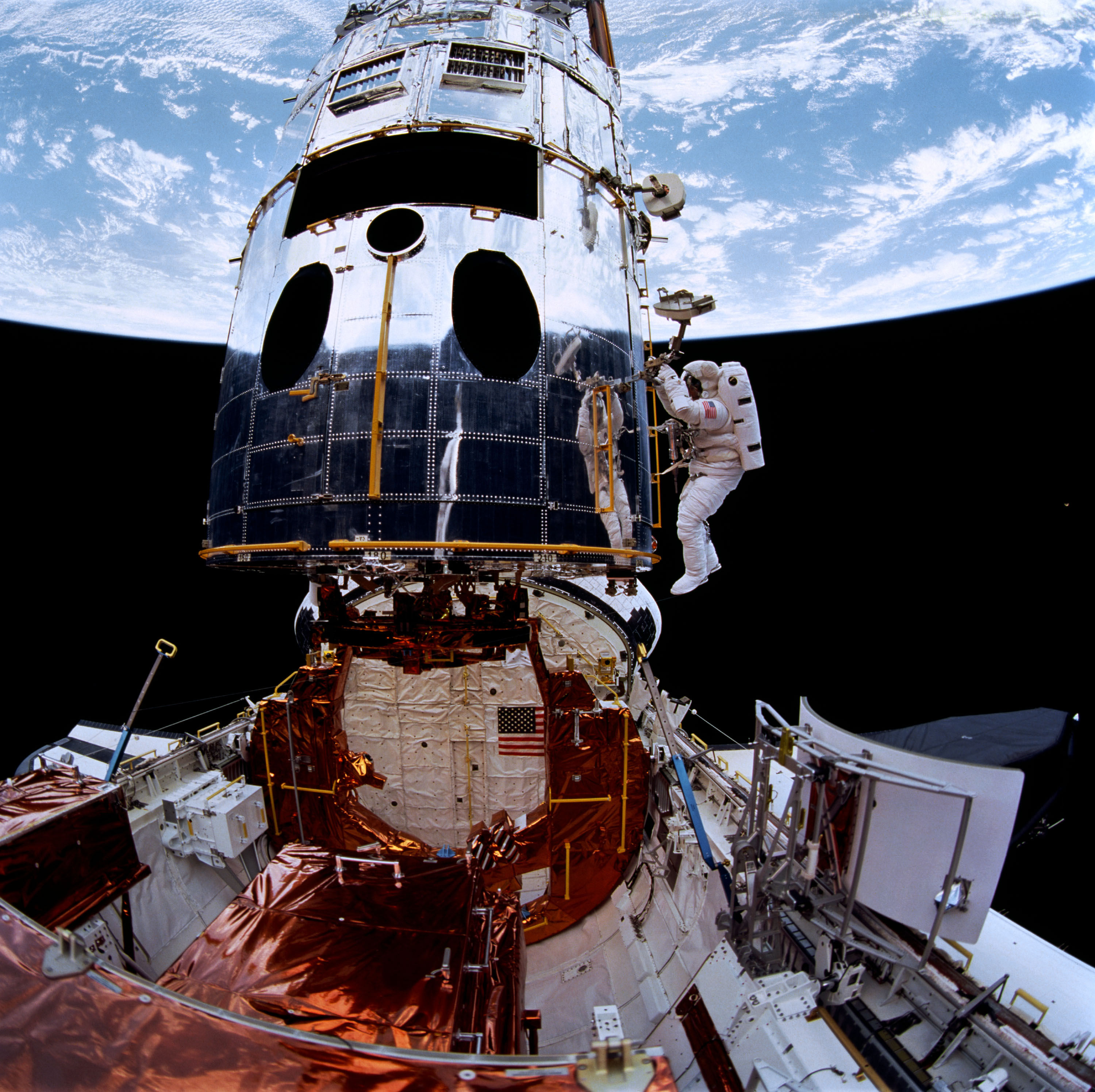
Musgrave and Hoffman prepare to install the new Wide Field and Planetary Camera, visible on the payload bay sill.

3度目の宇宙遊泳は、エンデバーがオーストラリア上空にある1993年12月6日22:34(EST)に開始された。マスグレイブがプラットフォームをセットし、広視野惑星カメラのステータスライトの観察を可能とするアクセスドアを開ける作業をしている間、ホフマンは、広視野惑星カメラにガイドスタッドを取り付け、除去のための準備を行った。ホフマンは広視野惑星カメラにサポートハンドルを取り付け、ニコリエとマスグレイブの支援を得て、23:41(EST)から夜の間に広視野惑星カメラを除去した。広視野惑星カメラは23:48(EST)に取り外され、貨物コンテナに運ばれた。新しい広視野惑星カメラ2の外部の鏡を保護していた保護フードが外され、1:05(EST)に重量280kgのカメラが設置された。その後、地上管制員が試験を行い、35分後に最初の一連の試験の結果が良好だったと報告した。広視野惑星カメラ2は、特に紫外線領域で前モデルよりハイレートであり、球面収差補正も備えていた。
広視野惑星カメラ2の設置後、ホフマンはハッブル宇宙望遠鏡の2つの磁気センサを交換した。望遠鏡の頂部にあった磁気センサは、衛星自体の「コンパス」であり、地磁気に対する衛星の方向を決定するために使われた。元の2つは、背景雑音に悩まされてきた。設置の間、磁気センサから2つの部品が剥離した。宇宙遊泳は、6時間47分続いた。

### 飛行7日目(宇宙遊泳4)

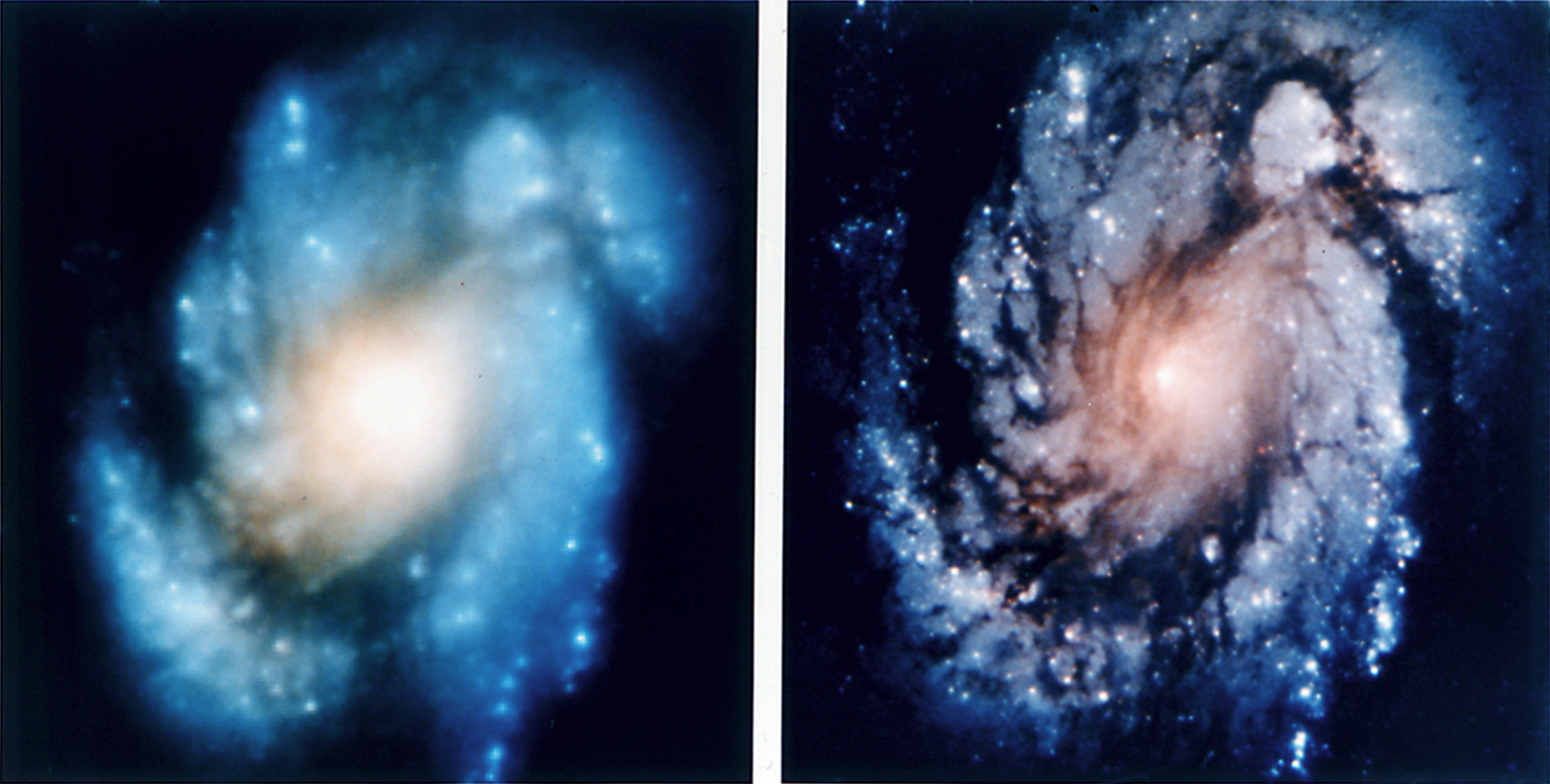
Hubble Telescope images before and after the STS-61 mission

4度目の宇宙遊泳は、エンデバーがエジプト上空にある1993年12月7日22:13(EST)に開始された。主目的は、球面収差修正用の光学系であるCOSTAR(w:Corrective Optics Space Telescope Axial Replacement)の高速光度計の交換であった。エイカーズは、22:45(EST)にハッブル宇宙望遠鏡の後方ドアを開ける指示を受けた。ドアは、温度変化を最小化し、光学系の汚染の原因となるガス放出の可能性を減らすため、夜間に開けることが計画されていた。高速光度計は22:54(EST)に電源が落とされ、ドアは22:57(EST)に開けられた。ドアが一部開けられた直後に、宇宙飛行士はドアを再び閉める練習をしたが、ドアは、以前の宇宙遊泳中に別のドアで経験されたのと同じような閉まりにくさを示した。ドアは23:00(EST)に完全に開放され、4つの電源及びデータコネクタ、アース用ストラップがハッブル宇宙望遠鏡から外された。ハッブル宇宙望遠鏡は、23:27(EST)に軌道から除去され、COSTARの設置の練習のために再投入された。その後、ペイロードベイの脇に係留され、0:35(EST)にCOSTARが設置された。2:25(EST)に搭載コンピュータの更新が開始され、4:41(EST)にコンピュータシステムの再起動、機能試験が完了した。宇宙遊泳は、100%成功し、6時間50分続いた。
操縦手のケネス・バウアーソックスは、エンデバーの姿勢制御システムを用いて2度の軌道マヌーバを行い、21:14(EST)にハッブル宇宙望遠鏡を594-587kmの軌道から595.8×594.3kmの軌道に押し上げた。COSTARの機能試験も完了した。メモリダンプに失敗した際、搭載コンピュータDF-224や最近設置されたメモリ、コプロセッサに懸念が見られたものの、その後の多くの分析により、ダンプの失敗は宇宙船と地上の間の通信リンクのノイズが原因であると決定された。

### 飛行8日目(宇宙遊泳5)

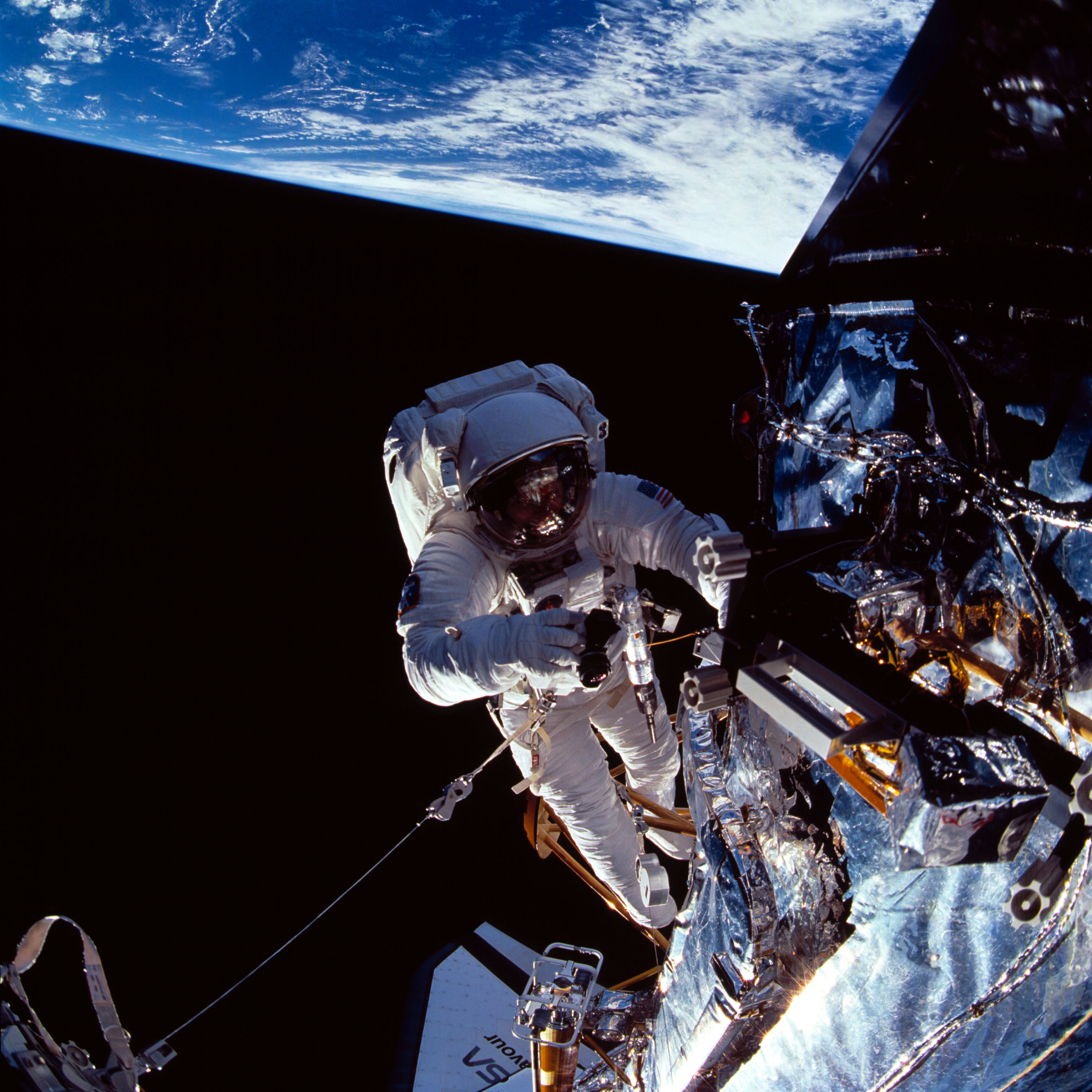
Musgrave near the top of the telescope.

5度目の宇宙遊泳は、エンデバーがインド洋上空にある1993年12月8日22:14(EST)に開始された。マスグレイブの宇宙服は漏洩検査を通過せず、34 kPaの緊急時チェックリストの手順が実行された。彼は宇宙服の下腕の関節を回転させ、連続2回の漏洩検査に合格した。宇宙遊泳は22:30(EST)に始まり、7時間21分続いた。
マスグレイブとホフマンの最初の仕事は、太陽電池アレイの運行用エレクトロニクスの交換であった。彼らはSADEオペレ―ションを開始し、地上管制員はPrimary Drive Mechanism (PDM)コマンドを送ることで、太陽電池アレイ展開の第1段階を開始した。太陽電池アレイを妨害する可能性のある姿勢制御装置の点火は行われず、エンデバーは自由漂流となった。PDMモーターは、22:48に起動した。ラッチは開けられたが、アレイは展開位置まで回転しなかった。動きは検出されず、宇宙望遠鏡運用コントロールセンターからコマンドを送っても成功しなかった。最終的に、宇宙飛行士が手動で展開した。SADEが置き換えられた後、3:30(EST)にゴダード高解像度分光器に電子コネクタが繋げられ、機能試験にも成功した。その後、ニコリエとバウアーソックスにより、機体上で組み上げられた磁気センサにカバーが欠けられた。これらのカバーは、紫外線崩壊の兆候を見せている古い磁気センサの塵が含まれていた。宇宙遊泳は5:51(EST)に終わり、このミッションでの合計の宇宙遊泳時間は35時間28分になった。この日の間に、ホフマンは衛星中継の視聴者に向け、ハヌカーの祭日のドレイドルを回して見せ、また旅行用のハヌッキーヤーを持ち込んだ。望遠鏡の高利得アンテナは6:49(EST)に展開され、6:56(EST)に完了した。放出時間は、2:08(EST)に設定された。

### ハッブル宇宙望遠鏡の放出と着陸
飛行9日目には、ハッブル宇宙望遠鏡上の4つのデータインターフェースユニット(DIU)の内の1つに懸念が生じ、放出が遅れた。重さ16kgのDIUは、各々、ハッブル宇宙望遠鏡のメインコンピュータ、太陽電池アレイ、その他の重要なシステムの間でデータを交換する。そのうちの1つの故障により、誤った電流変動やデータの欠落が生じた。宇宙望遠鏡運用コントロールセンターの管制員は、問題の影響の範囲を特定するためのトラブルシューティングを実施した。ハッブル宇宙望遠鏡は内部電源に切り替えられ、23:43(EST)に電源ケーブルが切断された。その後、管制員はDIUのチャネルをもう一方に切り替え、戻した。管制員はハッブル宇宙望遠鏡を展開する必要があると判断し、将来の観測中に振動するのを防ぐために新しい太陽電池アレイのドラムブレーキを活用した。その後、ニコリエはロボットアームで衛星を支え、衛星はエンデバーから離れるように動かされた。望遠鏡の開口部ドアは33分間開けられ、5:26(EST)に放出された。船長のリチャード・コヴィーと操縦手のケネス・バウアーソックスは、エンデバーの小さいマヌーバジェットを点火し、望遠鏡から徐々に遠ざかるようにエンデバーを動かした。1993年12月13日12:26に、ケネディ宇宙センター第33滑走路に着陸した。